# 14-та піхотна дивізія (Російська імперія)
14-та піхотна дивізія — піхотне з'єднання в складі Російської імператорської армії. Входила до складу 8-го армійського корпусу.

## Історія

### Формування
- 05.02.1806 - 04.05.1806 - 3-тя дивізія
- 04.05.1806 - 31.03.1811 - 4-та дивізія
- 31.03.1811 - 01.07.1817 - 4-та піхотна дивізія
- 01.07.1817 - 20.05.1820 - 28-ма піхотна дивізія
- 20.05.1820 - 05.08.1833 - 25-та піхотна дивізія
- 05.08.1833 - 26.04.1835 - 17-та піхотна дивізія
- 26.04.1835 - 21.01.1918 - 14-та піхотна дивізія

У січні 1918 року дивізію наказано молдованизувати з перейменуванням на 1-шу піхотну Молдовської Республіки дивізію. Надану дивізії 14-у артилерійську бригаду також наказано молдованизувати з перейменуванням на 1-шу артилерійську Молдавської Республіки бригаду .

## Склад дивізії
- 1-ша бригада (Кишинів)
  - 53-й піхотний Волинський полк

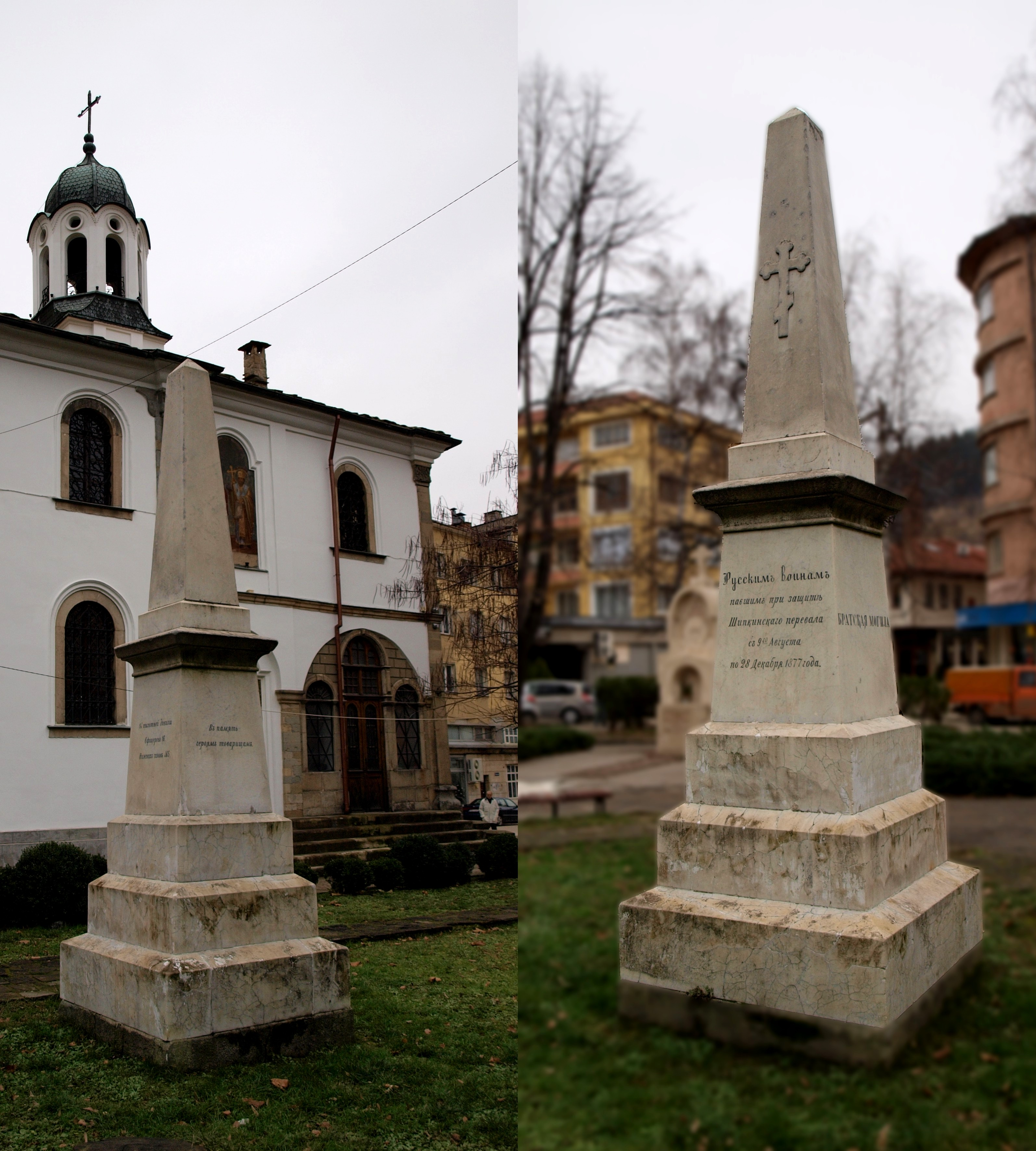
Братська могила 16 офіцерів і 465 нижніх чинів 14-ї піхотної дивізії, біля церкви «Успіння Святої Богородиці» в Габрово

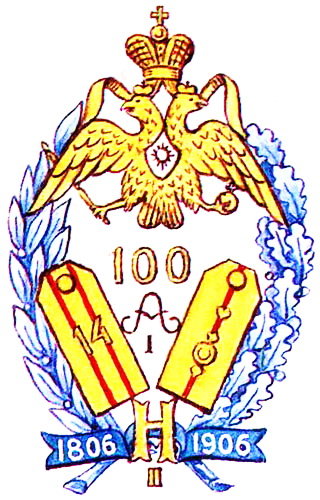
Погон полковника 14-ї піхотної дивізії, на пам’ятному нагрудному знаку 54 Мінського піхотного полка

  - 54-й піхотний Мінський Й. В. Царя Болгарського полку
- 2-га бригада (Бендери)
  - 55-й піхотний Подільський полк
  - 56-й піхотний Житомирський Й. І. В. Великого Князя Миколи Миколайовича полк
- 14-та артилерійська бригада (Кишинів)

## Командування дивізії

### Начальники дивізії
- 22.07.1817 - 17.04.1827 - генерал-майор (з 12.12.1824 генерал-лейтенант) Гогель Федір Григорович
- 03.05.1827 - 06.12.1833 - генерал-майор (з 22.09.1829 генерал-лейтенант) Рейбніц Карл Павлович
  - 27.04.1830 - 27.08.1830 - командувач генерал-майор Брайко Михайло Григорович
  - 06.05.1831 - 11.07.1831 - командувач генерал-майор Брайко Михайло Григорович
- 06.12.1833 - 20.01.1835 - генерал-лейтенант барон Деллінгсгаузен Іван Федорович
- 20.01.1835 - 10.05.1842 - генерал-майор (з 06.12.1835 генерал-лейтенант) Ширман Федір Карлович
- 18.05.1842 - 17.01.1845 - генерал-лейтенант Боллен Лев Леонтійович
- 17.01.1845 - 23.10.1845 - генерал-майор Лабинцев Іван Михайлович
- 14.11.1845 - 10.10.1855 - генерал-лейтенант фон Моллер Федір Федорович
- Не пізніше 1860 - хх.хх.1873 - генерал-майор (c 23.04.1861 генерал-лейтенант) Козловський Віктор Степанович
- 14.03.1873 - 08.10.1877 - генерал-майор Драгомиров Михайло Іванович
- 08.10.1877 - 12.07.1882 - генерал-лейтенант Петрушевський Михайло Хомич
- 27.07.1882 - 20.12.1890 - генерал-лейтенант Крживоблоцький Яків Степанович
- 24.12.1890 - 09.04.1898 - генерал-майор (з 30.08.1891 генерал-лейтенант) Конаржевський Данило Альбертович
- 22.04.1898 - 07.12.1901 - генерал-лейтенант Фадеєв Семен Андрійович
- 15.01.1902 - 06.09.1904 - генерал-лейтенант Сендецький Василь Іванович
- 08.09.1904 - 29.05.1906 - генерал-майор (з 06.12.1904 генерал-лейтенант) Русанов Сергій Іванович
- 06.06.1906 - 15.10.1907 - генерал-лейтенант Масалов Павло Гаврилович
- 26.10.1907 - 31.12.1913 - генерал-лейтенант Ієвреінов Олександр Іоасафович
- 31.12.1913 - 27.03.1915 - генерал-лейтенант Глинський Микола Сергійович
- 27.03.1915 - 07.09.1917 - генерал-майор (з 27.01.1916 генерал-лейтенант) Соколов Володимир Іванович
- 18.09.1917 - 02.11.1917 - генерал-майор Андріанов Павло Маркович
- 11.1917 - полковник Дроздовський Михайло Гордійович